# Anello di Gravesande

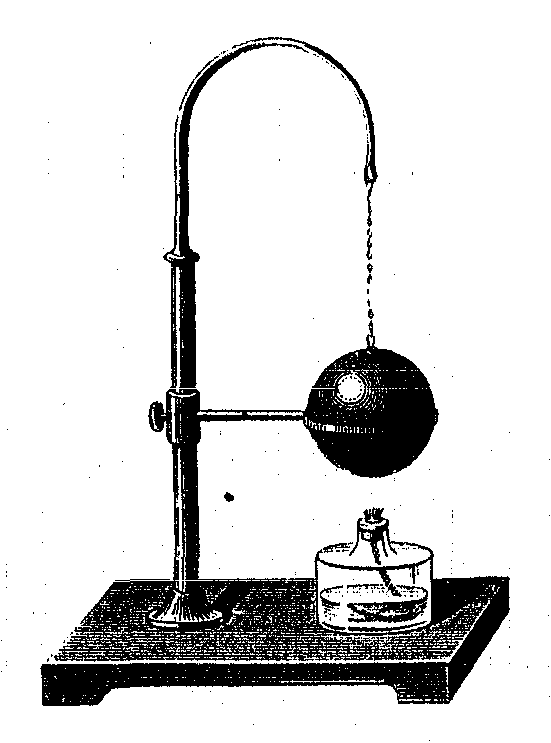
L'esperimento presentato da Jamin e Bouty presso l'École polytechnique, verso la fine del XIX secolo

L'anello di Gravesande è un esperimento di fisica dei materiali e termodinamica ideato dall'olandese Willem 's Gravesande nel XVIII secolo. Lo scopo di tale esperimento era quello di illustrare la dilatazione termica osservando il passaggio di una sfera di metallo attraverso un anello.
Il congegno è strutturato in modo che la differenza tra il diametro della sfera e quello interno dell'anello sia abbastanza piccola da permettere il passaggio della sfera in condizioni normali e l'impossibilità che ciò accada quando solo la sfera viene surriscaldata, dimostrando così un incremento del volume sotto l'effetto del calore.